# 진해정

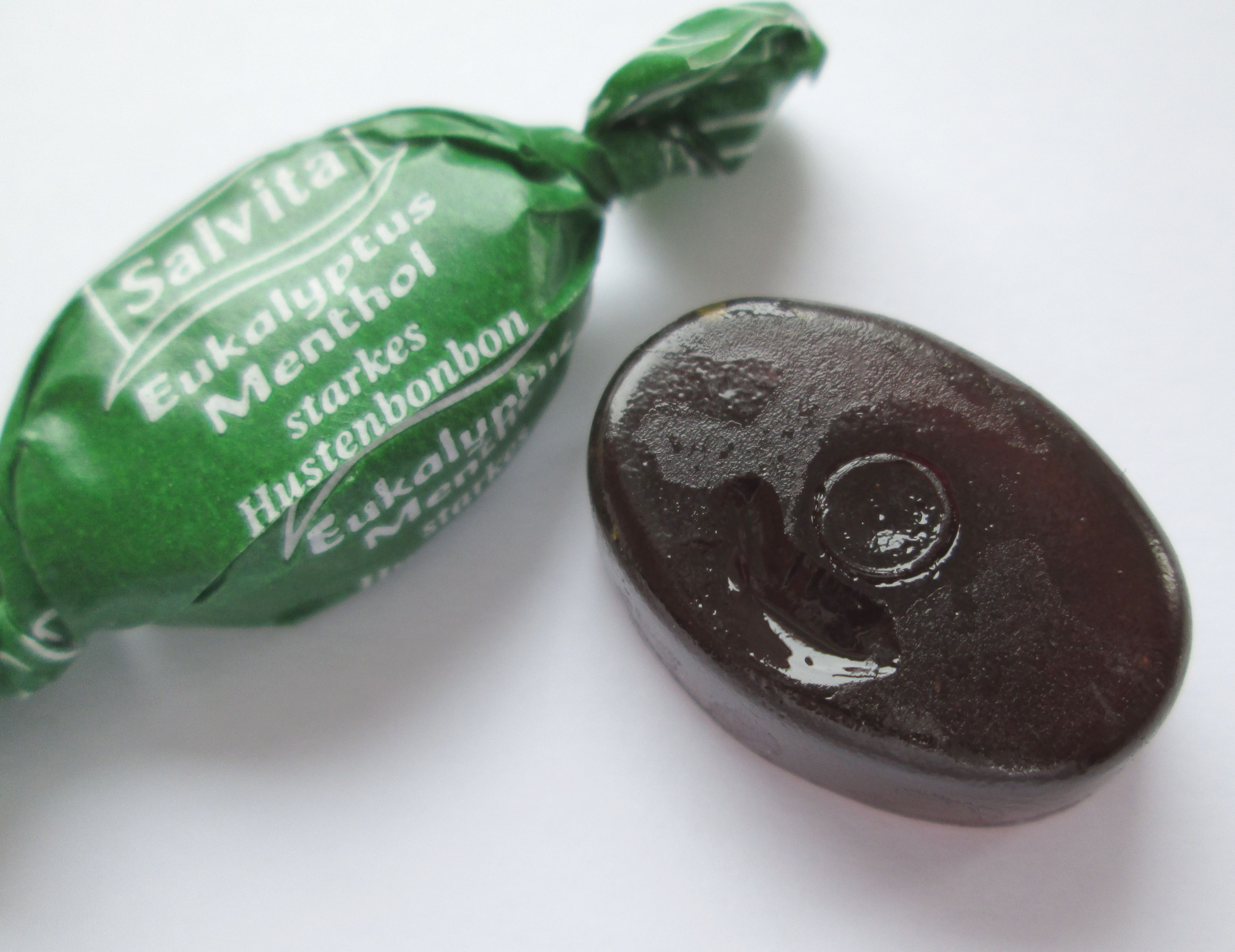
현대의 진해정

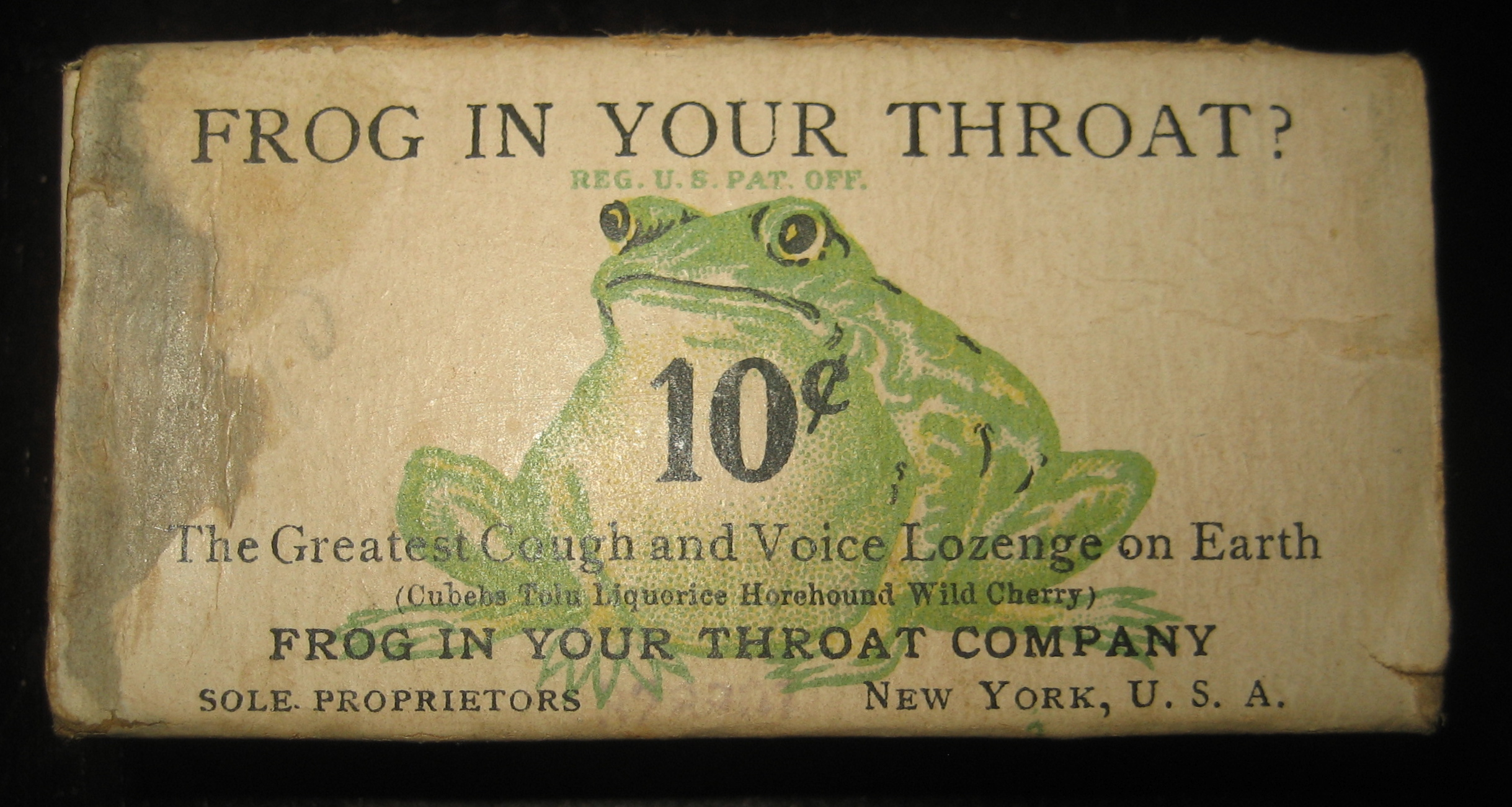
20세기 초 "목구멍 속에 개구리"(Frog In Your Throat) 상자

진해정(鎭咳錠, throat lozenge, cough drop, troche, cachou, pastille cough sweet)은 일시적으로 (잠재적으로는 감기나 인플루엔자로부터 발생된) 기침을 멈추고 목구멍의 따가운 조직들을 부드럽게 만들고 누그러뜨리는 물질로, 입에서 천천히 녹아들도록 만든다. 알약제로 된 형태(다이아몬드 형태)는 로렌지(lozenge)라고 부른다.

## 성분
호올스와 같은 형태들은 박하뇌, 페퍼민트 오일, 스피어민트를 활성 성분으로 포함하고 있다. 벌꿀이 포함된 형태도 구매가 가능하다.

## 역사
목구멍을 달래는 사탕류는 기원전 1000년 경인 이집트의 제20왕조로 거슬러 올라가며 당시 귤, 쑥, 조미료, 꿀로 구성되었다

## 브랜드
- Cēpacol
- Chloraseptic
- 피셔맨스 프렌드
- Gorpils[1]
- 호올스
- Läkerol
- Lockets
- Luden's
- Pine Bros.
- 리콜라
- Robitussin
- 스미스 브라더스
- 스트렙실
- Sucrets
- Troketts
- Tunes
- Vicks
- Strep-Drops
- 빅토리 V
- Vigroids

## 같이 보기
- 박하사탕